# Im Sang-soo
Im Sang-soo, kor. 임상수 (ur. 27 kwietnia 1962 w Seulu) – południowokoreański reżyser i scenarzysta filmowy.

## Życiorys
Syn czołowego koreańskiego krytyka filmowego. Ukończył socjologię na Uniwersytecie Yonsei w Seulu, zanim w 1989 roku rozpoczął studia reżyserskie w Koreańskiej Akademii Filmowej (KAFA). W tym samym roku zaczął pracę na planie filmowym w charakterze asystenta reżysera, współpracując m.in. z Im Kwon-taekiem.
Jego pełnometrażowy debiut fabularny, Babski wieczór (1998), wzbudził sporo kontrowersji ze względu na śmiałe obyczajowo rozmowy prowadzone w filmie przez trzy główne bohaterki. Kolejne filmy Sang-soo miały swoje premiery na największych festiwalach filmowych. Żona dobrego prawnika (2003) trafiła do konkursu głównego na 60. MFF w Wenecji, a Pokojówkę (2010) i Smak pieniędzy (2012) zaprezentowano w sekcji konkursowej odpowiednio na 63. i 65. MFF w Cannes.
Inne filmy reżysera to: Łzy (2000), Ostatnie podrygi prezydenta (2005), Stary ogród (2006), Rio, I Love You (2014, segment), Intymni wrogowie (2015) i W drodze do krainy szczęścia (2021). Im od kilku lat pracuje nad swoim anglojęzycznym debiutem.